# Осма војвођанска ударна бригада
Осма војвођанска ударна бригада НОВЈ формирана је 11. септембра 1944. године у рејону Јабуке на Фрушкој гори од Фрушкогорског НОП одреда, пребеглих домобрана и нових бораца. У три батаљона имала је око 790 бораца. До краја октобра била је под непосредном командом Главног штаба НОВ Војводине.

## Борбени пут бригаде
Дејствовала је по југоисточном Срему, где је нападала непријатељске снаге и комуникације током њиховог повлачења преко Срема на запад. Од 4. до 8. октобра пребацила се са Фрушке горе у рејон Белегиш, Сурдук, а затим преко Дунава у Банат, где се после мањих сусретних борби са непријатељем спојила 9. октобра 1944. с јединицама Црвене армије, са којима је учествовала у ослобођењу Баната. Подељена у две групе, бригада је прешла Тису и са осталим јединицама гонила непријатеља који се из Суботице и Новог Сада ужурбано повлачио према западу. Након што је у Суботици одбила напад немачких делова из Мађарске, реорганизована је и попуњена, тако да је 31. октобра имала 5 батаљона, ескадрон коњице и дивизион противтенковске артиљерије са преко 2,000 бораца.
Тада је ушла у састав 51. војвођанске дивизије НОВЈ. После тога је упућена у бајски троугао (Мађарска), на леву обалу Дунава, затим се пребацила у рејон Купусина, Бачки Моноштор, 14. новембра форсирала Дунав и учествовала у бици код Батине и у ослобођењу Барање. Од средине децембра дејствовала је на левој обали Драве, од њеног ушћа у Дунав до села Тврђавице. Срединопм јануара 1945, пребацила се на десну обалу Драве и учествовала у одбрани Вировитичког мостобрана, а 9. фебруара се поновно пребацила на леву обалу Драве. Почетком марта учествовала је у борбама за ликвидацију непријатељског продора и мостобрана код Болмана у Барањи. Дана 30. марта сменила је Једанаесту бригаду 36. војвођанске дивизије ЈА на левој обали Дунава, 12. априла код Даља форсирала Дунав и повезала се с десним крилом јединица Прве армије ЈА.
После ослобођења Осијека, у саставу 51. дивизије учествовала је у напредовању кроз Подравину, у ослобођењу Вировитице, Копривнице и Вараждина и у разбијању и заробљавању јаке окупаторско-квислиншке групације у ширем рејону Дравограда.
Крајем фебруара месеца 1946 године је расформирана 51 војвођанска дивизија у Пожаревцу. Том приликом је дошло до расформиранја 8 војвођанске ударне бригаде.

##### Одликовања
Сама бригада је добила одликовања за велике заслуге и успехе постигнуте у борби
- - Орден заслуга за народ
- - Орден братства и јединства

Двојица припадника ове ударне бригаде су понели и Орден народног хероја. То су Милан Корица Ковач и Лазар Марковић Чађа.
Осма војвођанска ударна бригада је добила и неколико похвала (део похвала као склоп 51. војвођанска дивизија НОВЈ):
- Похвала врховног команданта НОВЈ, маршала Тита, за заслуге у Батинској операцији (ABII к. 295, рег. бр 3-94/II);
- Похвала врховне команде СССР-а за учешће у Батинској операцији и додела званја "Дунавска" 51 дивизији (AVII k.295, рег. бр. 3-94/I):
- Похвала комадната 3 украјинског фронта јединицама 3 армије које су учествовале у ликвидацији болманског мостобрана (AVII к. 293 рег. бр. 9-3/3)
- Похвала врховног команданта ЈА, маршала Тита за успешан пробој фронта и ослобођенје Осјека (С.Савић, Неугасиви пламен, 405):
- Похвала врховног команданта ЈА од 15 маја 1945. (С. Савић, Трећа армија, 328)